# Die Chroniken von Narnia: Prinz Kaspian & Die Reise auf der Morgenröte
Die britische Miniserie Die Chroniken von Narnia: Prinz Kaspian & Die Reise auf der Morgenröte aus dem Jahr 1989 erzählt zwei Bücher der Romanreihe von C. S. Lewis. Sie ist gleichzeitig Teil 2 der Fernsehtrilogie, die mit Die Chroniken von Narnia: Der König von Narnia begann.

## Inhalt

### Struktur
Der Film ist in insgesamt sechs Episoden zu je etwa 25 bis 30 Minuten unterteilt. Die zwei ersten Episoden sind Prinz Kaspian aus Narnia, die anderen vier Episoden Die Reise auf der Morgenröte zugeordnet.
1. Geheimnisvoller Ruf aus dem Zauberland
2. Prinz Kaspian kämpft um seinen Thron
3. Ans Ende der Welt
4. Ein Drache weint
5. Dem Seeungeheuer entkommen
6. Ein König aus der Sternenwelt

### Handlung
Jahrhunderte sind nach dem Besuch der Pevensie-Kinder in Narnia vergangen. Es herrscht König Miraz, ein grausamer Despot, der den Thron bestieg, nachdem er seinen Bruder König Kaspian IX. ermordete. Dessen Sohn Kaspian, ein 10 Jahre alter Junge, erfährt von seinem Lehrer, dem Zwerg Cornelius, die Legende von Cair Paravel und den Pevensie-Geschwistern und wünscht sich in den alten Zeiten zu leben. Als König Miraz einen Sohn bekommt, trachtet er nach Kaspians Leben, so dass dieser fliehen muss.
Kaspian begegnet Zwergen und sprechenden Tieren aus Alt-Narnia, die ihn überzeugen, seinen Platz als Thronfolger einzunehmen und so gerecht über Narnia zu regieren. Kaspian schart ein Heer aus Zwergen, Dachsen und anderen Bewohnern von Narnia um sich und bläst in sein magisches Horn. Dies alarmiert Peter, Susan, Edmund und Lucy, die daraufhin wie von Geisterhand nach Narnia gezogen werden. Hier stellt sich Peter König Miraz und tötet ihn. Der junge Kaspian wird König von Narnia. Aslan der Löwe muss Peter und Susan jedoch mitteilen, dass sie nie mehr nach Narnia zurückkehren dürfen, da sie zu alt sind. Die vier Kinder werden wieder nach London zurückgeschickt.
Edmund und Lucy verbringen die Ferien bei ihrem Cousin Eustace, der die beiden verspottet und Narnia als Märchen abtut. Plötzlich werden die drei in ein Bild hineingezogen, auf dem ein Schiff abgebildet ist. Es ist die Morgenröte, befehligt vom inzwischen 10 Jahre älteren Kaspian. Er hat die Aufgabe, sieben Lords, die einst seinem durch Miraz ermordeten Vater gedient hatten, nach Narnia zurückzuholen. Mit der Morgenröte beginnt für Edmund, Lucy und den anfänglich trotzigen Eustace ein Abenteuer, das sie bis an den Rand der Welt führt. Begleitet werden sie durch die Maus Reepicheep, die ein wertvoller Verbündeter im Kampf gegen das Böse ist.

## Hintergrund
Gedreht an unterschiedlichen Locations in Großbritannien ist Teil 2, was Spezialeffekte und Produktionsdesign betrifft, der aufwendigste, da hier ein Drache und ein Seeungeheuer kreiert, ein Schiff konstruiert und drei Schlösser und Burgen adaptiert werden mussten.
Warwick Davis, hier als Reepicheep zu sehen, spielt in der Neuverfilmung Die Chroniken von Narnia: Prinz Kaspian von Narnia den Schwarzzwerg Nikabrik.

## Besetzung und Synchronisation
| Rolle           | Schauspieler       | Synchronsprecher   |
| --------------- | ------------------ | ------------------ |
| Peter Pevensie  | Richard Dempsey    | Sandra Schwittau   |
| Lucy Pevensie   | Sophie Wilcox      | Sabine Bohlmann    |
| Edmund Pevensie | Jonathan R. Scott  | Michaela Amler     |
| Susan Pevensie  | Sophie Cook        | Claudia Lössl      |
| Prinz Kaspian   | Jean-Marc Perret   | Inez Günther       |
| König Kaspian   | Samuel West        | Stefan Krause      |
| Eustace         | David Thwaites     | Dirk Meyer         |
| Reepicheep      | Warwick Davis      | Hans-Rainer Müller |
| Aslan           | Ronald Pickup      | Ulrich Voß         |
| Trumpkin        | Big Mick           | Michael Habeck     |
| Dr. Cornelius   | Henry Woolf        | Norbert Gastell    |
| Ramandu         | Geoffrey Bayldon   | Klaus Höhne        |
| Lord Rhoop      | Christopher Godwin | Niels Clausnitzer  |
| Rhince          | Guy Fithen         | Ulf-Jürgen Wagner  |

## Episodenliste
| Nr. (ges.) | Nr. (St.) | Deutscher Titel                            | Originaltitel                      | Erstausstrahlung Vereinigtes Königreich | Deutschsprachige Erstveröffentlichung (D/A/CH) |
| ---------- | --------- | ------------------------------------------ | ---------------------------------- | --------------------------------------- | ---------------------------------------------- |
| 1          | 1         | Geheimnisvoller Ruf aus dem Zauberland (1) | Prince Caspian (1)                 | 19. Nov. 1989                           | 24. Dez. 1990                                  |
| 2          | 2         | Geheimnisvoller Ruf aus dem Zauberland (1) | Prince Caspian (2)                 | 26. Nov. 1989                           | 24. Dez. 1990                                  |
| 3          | 3         | Ans Ende der Welt                          | The Voyage Of The Dawn Treader (1) | 26. Nov. 1989                           | 25. Dez. 1990                                  |
| 4          | 4         | Ein Drache weint                           | The Voyage Of The Dawn Treader (2) | 3. Dez. 1989                            | 26. Dez. 1990                                  |
| 5          | 5         | Dem Seeungeheuer entkommen                 | The Voyage Of The Dawn Treader (3) | 10. Dez. 1989                           | 29. Dez. 1990                                  |
| 6          | 6         | Ein König aus der Sternenwelt              | The Voyage Of The Dawn Treader (4) | 17. Dez. 1989                           | 31. Dez. 1990                                  |

## Auszeichnungen
Der Film wurde 1990 sechsmal für den British Academy Television Award nominiert, in den Kategorien:
- Bester Kinderfilm
- Bestes Kostümdesign
- Bestes Produktionsdesign
- Beste Maske
- Beste Kamera
- Beste Beleuchtung